# Double Egg with Chips and Beans
Double Egg with Chips and Beans (and a Tea) is de tweede ep van de Britse muziekgroep Antique Seeking Nuns (ASN). ASN is een soort hobbyband van Joff Winks, die samen met Matt Baber het bandje heeft opgezet.  De band ging uiteindelijk op in Nunbient; de stijl van beide bands is hetzelfde, maar ASN neigde meer naar progressieve rock à la Canterbury-scene tot rustige Zappa, terwijl Nunbient meer naar ambient neigde. Het album werd opgenomen in de Dungeon Studios. Son of bassoon is apart opgenomen op 7 juli 2004 in de Kore Studio. Het album vermeldde dat het was opgenomen om uit de geldelijke zorgen te komen.

## Musici
- Joff Winks – gitaar, zang
- Matt Baber – toetsinstrumenten, piano
- Paul Mallyon – slagwerk
- Brad Waissman – basgitaar

## Composities
Alle muziek en teksten zijn geschreven door Winks - Baber. 
| Nr. | Titel                                                              | Duur |
| --- | ------------------------------------------------------------------ | ---- |
| 1.  | Double egg (about 4 minutes)                                       | 4:25 |
| 2.  | Son of cheese (easlily over 5)                                     | 5:59 |
| 3.  | Son of bassoon (shorter than the others)                           | 3:26 |
| 4.  | Shatners bassoon (feels longer, but it’s actually about 4 minutes) | 5:29 |

Het album geeft uitleg over de stukjes:
- Double egg; over de ontstane diversiteit van de vorige ep;
- Son of cheese gaat over het stranden op een onbewoond eiland en je hebt alleen nog kaas als voedsel;
- Shatner’s bassoon gaat over dat gedeelte van de hersenen dat handelt over de perceptie van tijd
- Son of bassoon is de zoon van bovenstaande.

## Bron
- de ep
- ASN